# Mount Flora
Mount Flora ist ein Berg an der Hope Bay an der Spitze der Antarktischen Halbinsel. Er ist bekannt als Fundstätte pflanzlicher Fossilien aus dem Mesozoikum.

## Geographie
Der Berg befindet sich etwa einen Kilometer südöstlich der Hope Bay und drei Kilometer südwestlich der argentinischen Esperanza- und der uruguayischen Elichiribehety-Station. Er besitzt ein ausgeprägtes Kar, das sich nach Nordosten öffnet und vom Floragletscher ausgefüllt wird. Im Südwesten fließt der Kenneygletscher zum Depotgletscher, der in die Hope Bay kalbt. Der Mount Flora wird dominiert vom etwa 1,2 km südlich gelegenen Berg The Pyramid (565 m). Im Norden befindet sich zu seinen Füßen das Five Lakes Valley, das von der Hope Bay durch die Scar Hills getrennt ist.

## Geschichte
Der Berg wurde von der Schwedischen Antarktisexpedition 1901–1903 unter der Leitung von Otto Nordenskjöld entdeckt und Floraberg genannt. Anlass für die Namensgebung war der Fund pflanzlicher Fossilien aus dem Jura durch Johan Gunnar Andersson, der 1903 mit zwei Teilnehmern der Expedition an der Hope Bay überwinterte.

## Antarctic Specially Protected Area
Ein 30 Hektar großes Areal an der Nordflanke des Mount Flora ist als besonders geschütztes Gebiet der Antarktis Nr. 148 (Antarctic Specially Protected Area No 148) ausgewiesen. Der Schutz gilt der Fossillagerstätte einer Pflanzengemeinschaft aus dem Mesozoikum, bestehend aus Equisetopsida, Farnen, Palmfarnen, Samenfarnen und Coniferopsida.